# Raumfahrtkontrollzentrum
Als Raumfahrtkontrollzentrum oder Raumflugkontrollzentrum  (englisch Mission Control Center, MCC, deutsch Missionskontrollzentrum, oder Space Operations Center, SOC, deutsch Weltraumoperationszentrum) werden die Flugkontrollzentren für die bemannte und unbemannte Raumfahrt bezeichnet. 
Die Hauptaufgabe eines Raumfahrtkontrollzentrums liegt im Austausch der Telemetriedaten mit dem jeweiligen Raumfahrzeug und – bei bemannten Flügen – dem Aufrechterhalten der audiovisuellen Kommunikation mit der Besatzung vom Start über den kompletten Missionsverlauf bis zur Landung.
Weltweit unterhalten beispielsweise die folgenden Raumfahrtagenturen solche Kontrollzentren:
- CSA (Kanada) – John H. Chapman Space Centre in Longueuil
- DLR (Deutschland) – Deutsches Raumfahrt-Kontrollzentrum in Oberpfaffenhofen
- ESA (Europa) – Europäisches Raumflugkontrollzentrum in Darmstadt
- NASA (USA) – Lyndon B. Johnson Space Center in Houston
- Roskosmos (Russland) – Kontrollzentrum in Koroljow
- Strategische Kampfunterstützungstruppe der Volksrepublik China – Satellitenkontrollzentrum Xi’an (militärische und zivile Satelliten) und Raumfahrtkontrollzentrum Peking (bemannte Flüge und Tiefraumsonden)

Auch private Raumfahrzeugbetreiber unterhalten eigene Kontrollzentren.

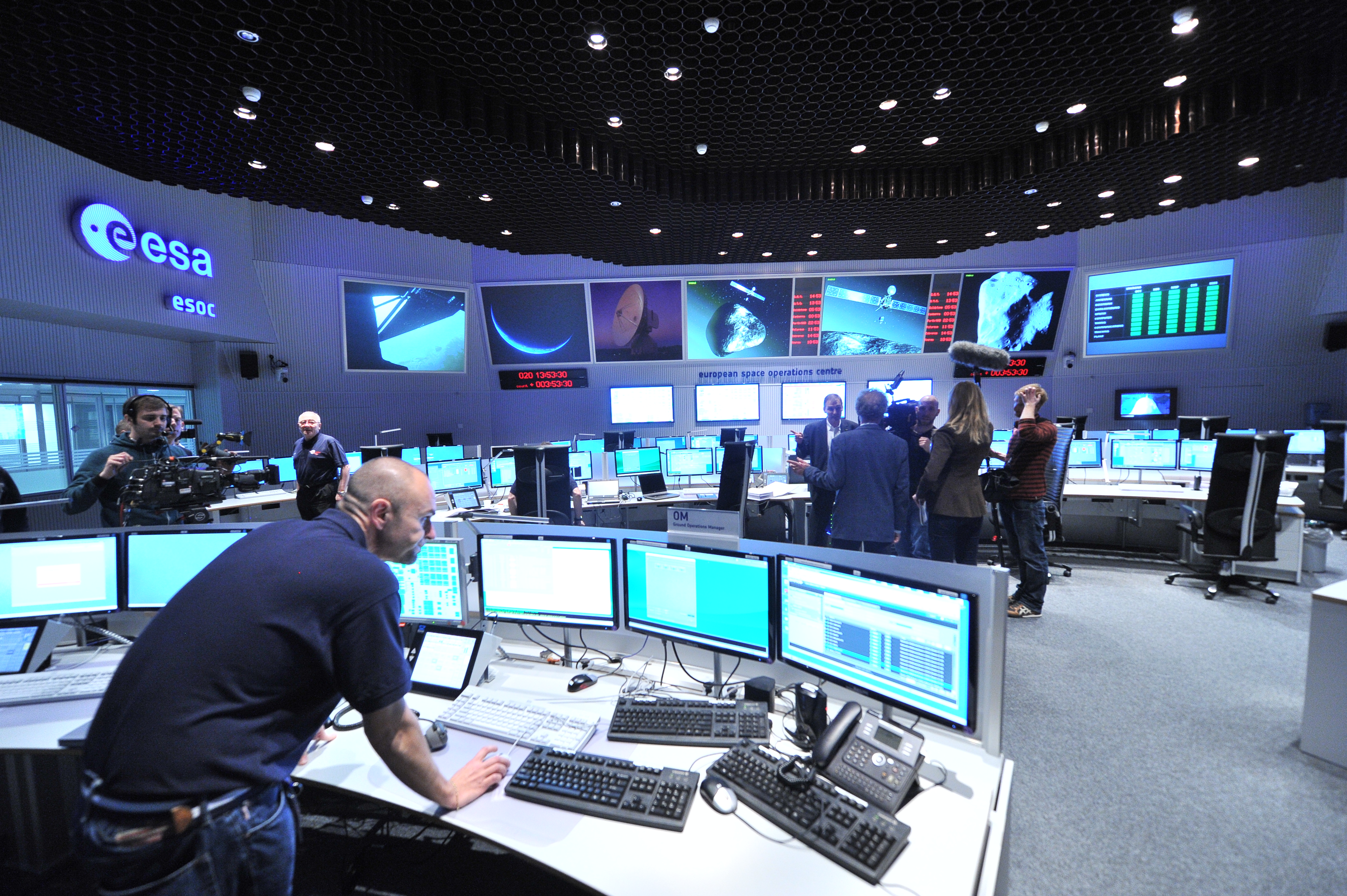
Europäisches Raumflugkontrollzentrum (ESOC) der ESA in Darmstadt
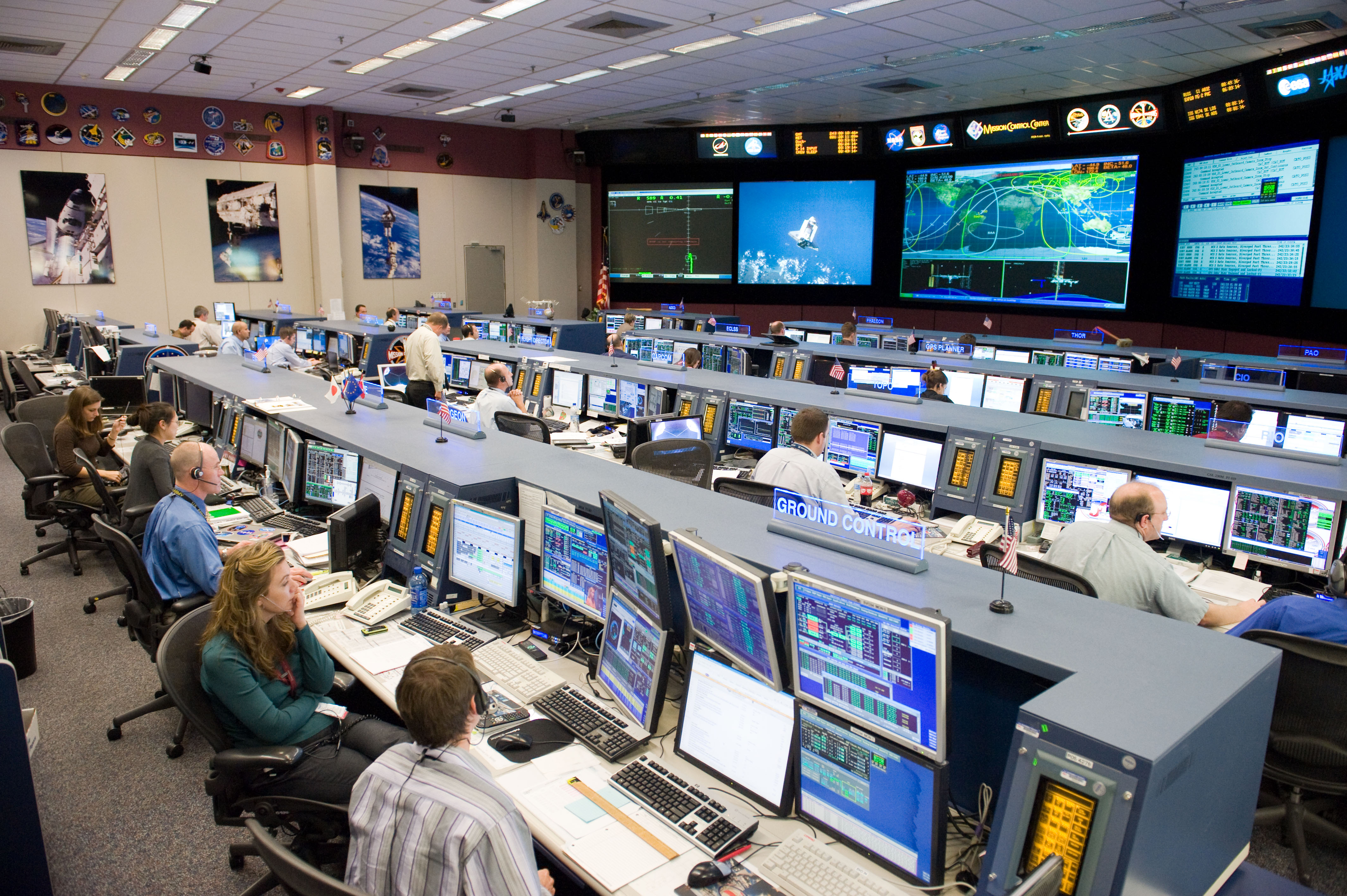
Mission Control Center der NASA für die ISS in Houston, Texas
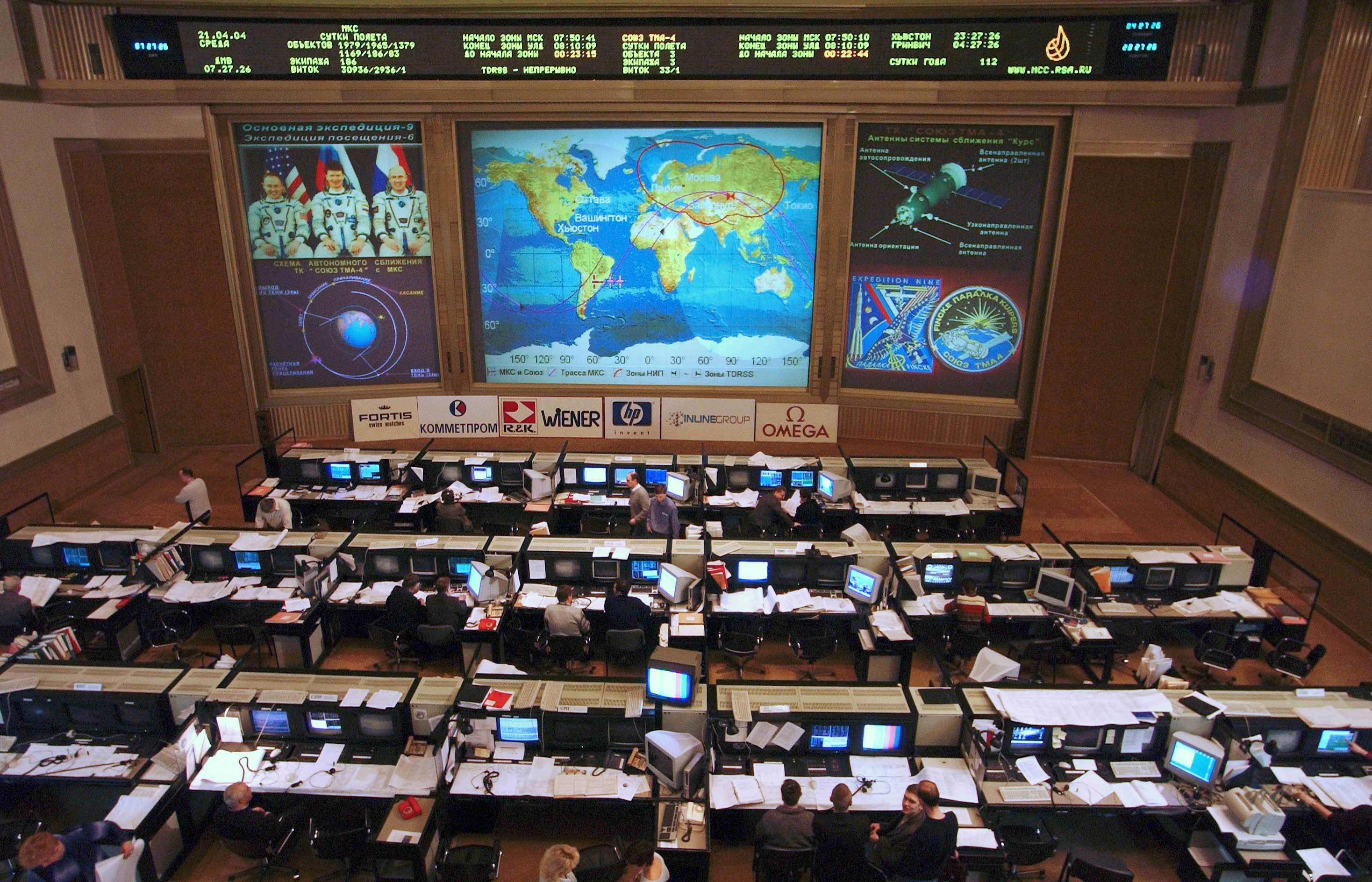
Russisches Roskosmos-Kontrollzentrum in Koroljow
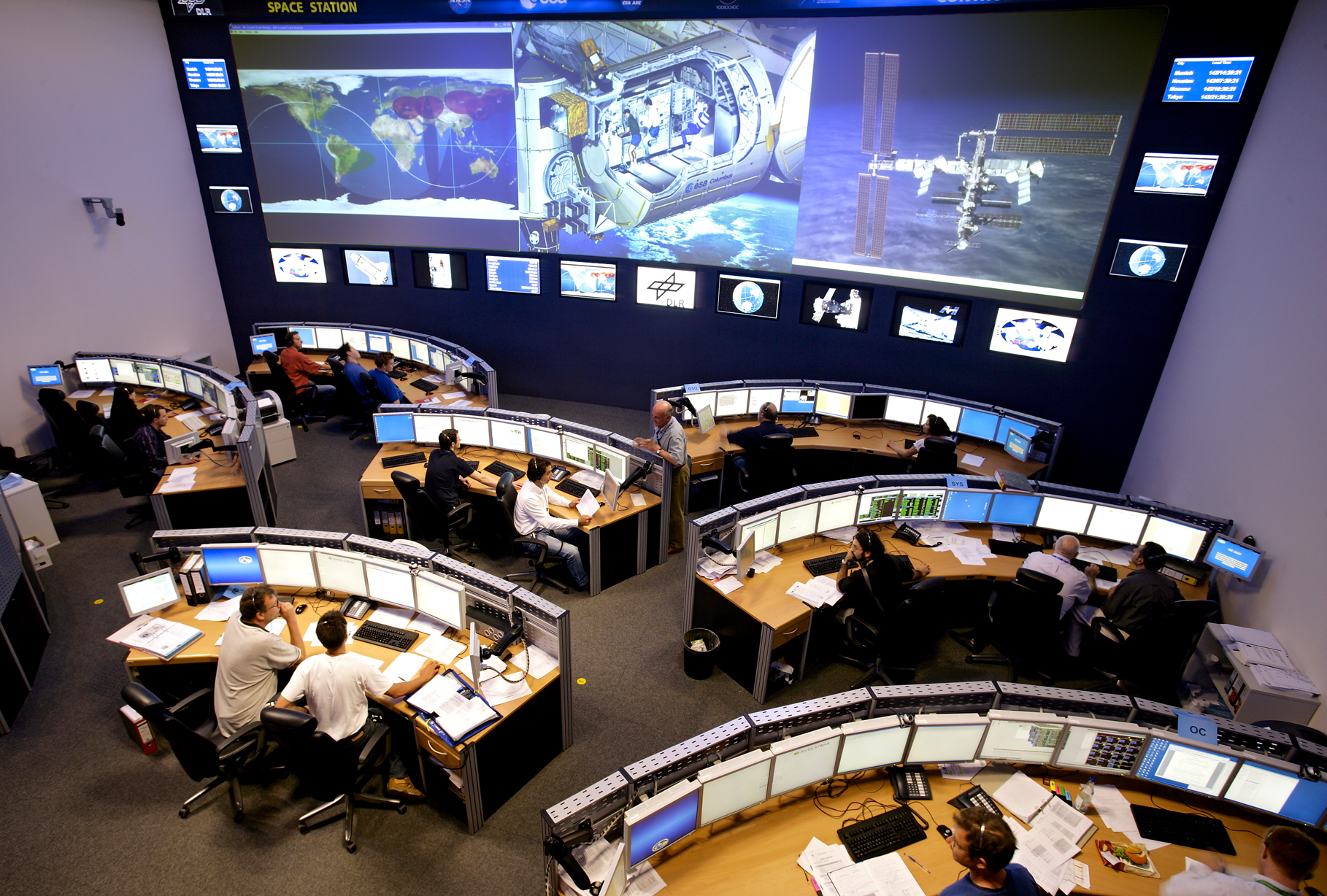
Deutsches Raumfahrt-Kontrollzentrum (GSOC) des DLR in Oberpfaffenhofen
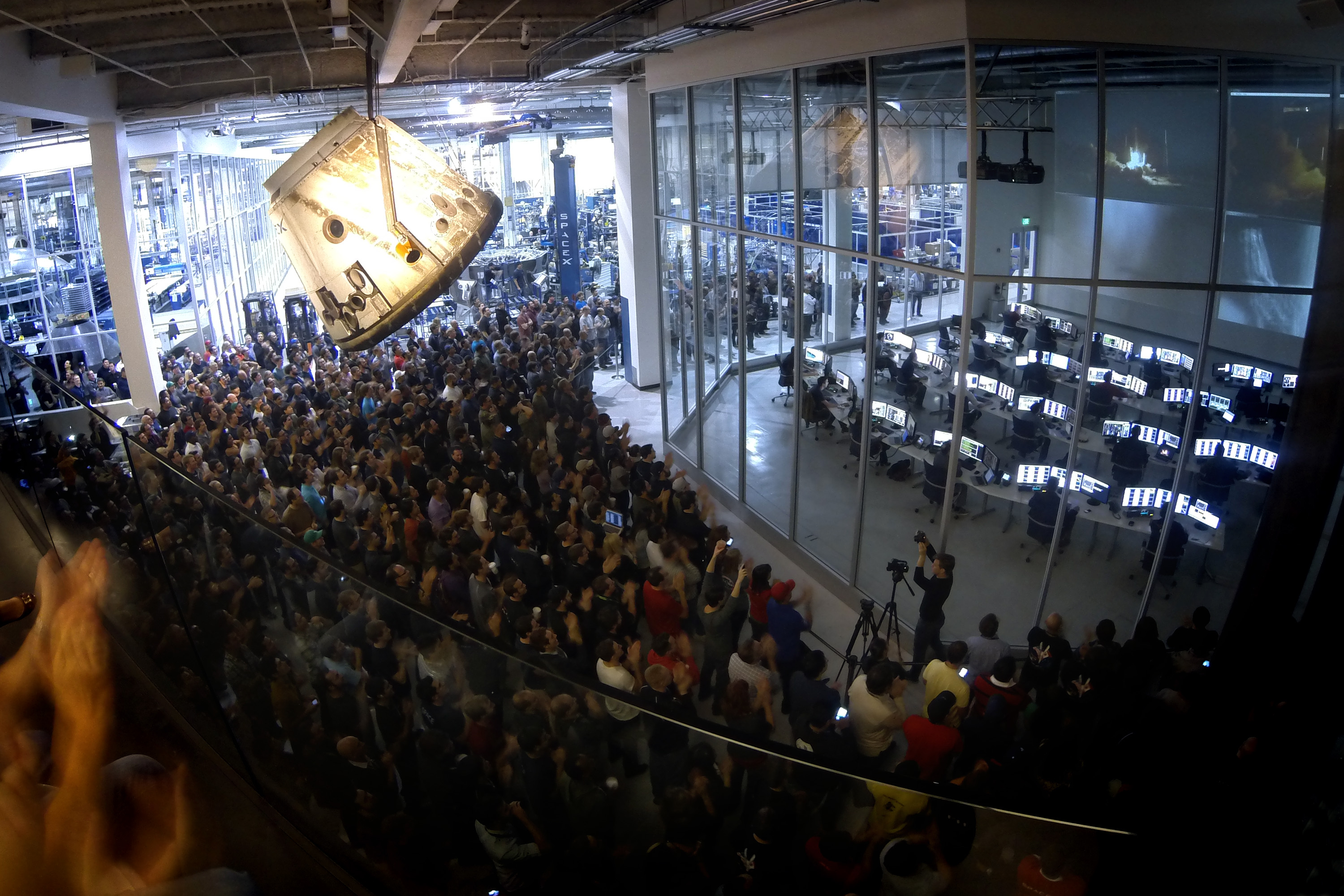
SpaceX-Kontrollzentrum (rechts) mit Zuschauerraum in Hawthorne